# 光上せあら
光上 せあら（こうじょう せあら、1988年〈昭和63年〉1月10日 - ）は、日本の女性歌手、作曲家、作詞家、シンガーソングライター。また、女性アイドルグループ・SDN48の元メンバー。本名は康上 慧愛蘭（読みは芸名に同じ）。
京都府出身。2007年7月25日、エイベックス・ミュージック・クリエイティヴ内のレコードレーベル、rhythm zoneよりデビュー。身長:163cm・B:85cm・W:59cm・H:87cm。

## 略歴
- 3人姉弟の長女（弟が2人いる[1]）として中国吉林省で生まれる[2][3]。母は中国人、祖父はシンガポール人、祖母は中国と韓国のハーフ[3]。幼少期は京都で育ち、小学生の頃に名古屋へ引っ越す。小さい頃から歌が好きで、高校へ進学するも「自分がなる仕事は歌手しかない!」と決め、入学して半年足らずの15歳で単身上京し、東京の高校へ転校。一人暮らしを始める。
- 2004年、10月生としてエイベックス・アーティストアカデミー (aaa) に入学。
- 2005年春に同校スカラシップオーディションに合格、エイベックスのショーケースライブにaaa生徒代表として出演。そのショーケースにて松浦勝人現社長に見出されエイベックスアーティストアカデミーの生徒から初のソロデビューアーティストとして、rhythmZoneよりデビューが決定。当時、同アカデミーからのデビューは異例のことであった。

2007年
- 7月25日、「JOY」でCDデビュー。「ザ・ライバル」プロジェクトとして同スクール出身の宮脇詩音と同日デビュー（同じメロディでアレンジが異なる曲）。「ザ・ライバル」プロジェクト内にて、エイベックス夏の祭典a-nationの東京会場 味の素スタジアムメインステージ出場を賭け対決。序盤には負けていた光上だが逆転勝利し、a-nationのステージに立った。
- 11月3日、1,000枚完全限定生産CD「1 to 3」をリリース。

2009年
- 2月4日、2ndシングル「君となら絶好調」をトリプルタイアップならぬ、フォータイアップにてリリース。
- 11月4日、お笑い芸人響とのユニット、ミツコとせあら（with 響のもう1人）名義で「アゲきゅんLOVE」をリリース。9校の学園祭に出演。

2010年
- SDN48第2期生オーディションを受けるが不合格。オーディション時、隣には2期生として合格したKONANや奈津子、亜希子がいたという[4]。「女子がたくさんいるのが苦手なんです」と発言してしまう[4]。しかし後に反省し、「やっぱり入りたかった」との思いに気付き、改めてSDN48の公演を観に行った。そこで「私もあんなパフォーマンスをしたい」との思いを抱く[5]。
- 6月1日、女性4人からなるパンクバンドを結成し、事前告知では初となるライブを行う[6]。11月、光上の双子の姉（という設定）の「せあら様」という女王様に扮し、ステージ上に客を四つん這いにさせ、その背中に腰掛けながら歌うなど、エロパンクの先駆者として独自のライブスタイルを確立する[7]。

2011年
- SDN48第三期生オーディションに応募。2度目の挑戦で合格し、メンバーに加入。5月27日、TOKYO DOME CITY HALLにて開催された『見逃した君たちへ〜AKB48グループ全公演〜』にてSDN48の三期生としてお披露目され、約1ヶ月のレッスンの後、7月9日『SDN48 1st Stage「誘惑のガーター」』公演にて劇場デビューを果たす。
- 三期生としてデビューした光上だが、初期の握手会から長い列ができており、三期生としては一期、二期生に並ぶ異例の握手時間を記録し、三期生の中で唯一選抜メンバーとメディアにも出演するなど注目された。

2012年
- 3月31日にNHKホールで開催された『SDN48 コンサート「NEXT ENCORE」 in NHKホール』をもってSDN48を卒業。
- SDN48卒業後、新たなメンバー編成となったバンドでのライブ活動に加え、再び大食い番組への出演やファン参加型のイベントの開催、舞台に初挑戦するなど活動の場を広げる。
- 5月2日、吉祥寺ROCK JOINT GB(キャパ350人)にて行われたSDN48卒業後初のソロワンマンライブは、ネット予約開始から1時間で即完売。
- 「せあらーずエンジェル」のリーダーや、特技の大食いを生かし『いきなり!黄金伝説。』デカ盛り準レギュラーメンバーとしても活動。この年からメディアへの露出も増え、大食いやモノマネ、舞台等、歌手活動とも両立し、マルチに活動する。
- 11月、所属事務所をエイベックス・マネジメントよりTWIN PLANETへ移籍することを発表。

2013年
- 5月24日、『第1回 ばんどる♪祭 アイドル♥フェス IN 赤坂BLITZ』にて現メンバー体制では最後となるライブを行い、下田美咲はせあらーずエンジェルとしての活動を終了[8][9]。今後については発表されていないが、現在のせあらーずエンジェルとしては一旦幕を閉じる形となった。
- バラエティー番組への露出が増える。そのきっかけとなった『ロンドンハーツ』出演時の反響は大きく、ブログにコメントが殺到するなど話題を呼び、『サンデージャポン』出演へとつながり、たびたび同番組に出演することとなる。その後も勢いは止まらず、『めざましテレビ』、『いきなり!黄金伝説。』、『ナカイの窓』、『今夜くらべてみました』等へ多数出演し、タレントとしても活動の幅を広げる。
- 9月、写真週刊誌『FLASH』（光文社）主催のオーディション『ミスFLASH』にエントリー。ファイナリストで敗者復活を果たすも[10]グランプリ獲得はならず。ファイナルを通じて敗者復活から初のグランプリなるかと話題になった[11]。
- 2013年10月30日、「崖っぷちのシンデレラ」で念願のCD再デビューが決定。発売日までに予約枚数3000枚を目標に掲げ、ライブサーキットと称して30回のライブを実施。

2014年
- 前年のメディア出演が実を結び、4月に『関ジャニの仕分け∞』「カラオケ特点対決 下克上カラオケサバイバル」に出場。全ての活動は歌のためとやってきた光上の「テレビで歌を歌う」という夢が実現した。念願叶っての歌番組出演であったが、第一回戦対戦者の林明日香は持ち歌「小さきもの」を歌い94.375点、光上は倖田來未の「愛のうた」を披露し94.362点とわずか0.013点及ばず敗退。

2019年
- 8月2日、一般男性と結婚したことを公表した[12][13]。結婚以降はママブロガーとしても人気を獲得[14]。

2020年
- 4月30日、第1子を妊娠していることを公表した[15][16]。
- 9月26日、第1子女児を出産したことを公表した[17]。

2021年
- 2月3日、第2子を妊娠していることを公表した[18]。第1子の出産後4か月での妊娠判明となった[18]。
- 8月21日、第2子男児を出産したことを公表した[19]。

## 人物
- 趣味は料理、デパ地下めぐり。独創的なアイデアや味付け、隠し味を加えた料理が得意であり、手作りの料理イベントを開催する程の腕前。
- 好きなアーティストは、マイリー・サイラス、椎名林檎。椎名林檎の丸ノ内サディスティックは光上にとって「世の中で一番好きな曲」であり、大ファンであるとライブMCにて語った。また、m-floのL.O.T. (Love Or Truth)は人生を変えた曲で、これを聴き歌手になりたいと思った[20]。阿部真央のファンクラブにも加入している。
- モノマネレパートリーは、小倉優子、オットセイの鳴き声、長澤まさみ、持田香織、スティッチの顔真似。
- 非常に変わり者であり幼少期は自らを神に選ばれた子供だと思っていた。周囲から受け入れてもらえずいつも一人でいる子供であった。未だに自らは魔法が使えると信じている。
- 光上を表す言葉として、友人からはよく「ぶっとんでる」と表現される。
- 不器用で、なんでもできるタイプではなく、人が寝ている時、遊んでいる時に人一倍やらないと追いつけない[21]と事あるごとに語り、「成功したら遊べばいい」「成功してから出来る事はいっぱいある。だけど、今、たった今、道を登ってる今しか出来ない事がある[21]」と何よりも夢を第一に追いかけ、歌に向き合うストイックな姿勢は揺るぎない。
- 曲がったことが大嫌いな性格であり、感情表現がストレートで、本人いわく「感情で動いてしまう所があって、考える前に感情が先行してしまう[22]」部分があるという。
- 愛称はせーちゃん、せちゃん、せあちゃん、ぴかちゃんなど。なお、母親にはえいちゃんと呼ばれている[23]。ブログなどではおどけてせあ子、せあちん、せありん、せーさん、ひかるうえなどの一人称を使うことがある。
- 母親は京都大学大学院を修了しており、名古屋大学博士号も取得。現在は大学教授として様々な大学で教鞭をとっている。
- メタボというスコティッシュフォールド（毛色はシルバーと白）を子猫の時から飼っており、太らせようと思ってその名前にした[24]。
- 亜細亜大学国際関係学部中退。入学後すぐにデビューの話が固まり、同学部は留学必須であったため1年未満で退学することとなった。
- 実用英語技能検定2級を取得している[25]。2005年、アメリカのシラキュースに演技、歌、ダンスの勉強のため2週間の短期留学をしたが、着いた先はミュージカルのサマーキャンプであった。そこへ日本人が来るのは異例であり、現地の新聞にも載った。レッスンは全て英語で、あまり理解できず、与えられた台詞は「Really?」の一言のみ。周りの生徒がブロードウェイミュージカルの歌を披露する中、現地にMD再生機がなかったため、宇多田ヒカルの歌をアカペラで歌った[26]。
- SDN48の3期生で同期の尻無浜冴美と仲が良く、人見知りで、「女子が苦手」と語っていた[5]光上が信頼し、愚痴や不安を言い、甘えることができる貴重な存在である[27]。
- 元祖!大食い王決定戦の本戦出場経験がある。[28]

## 作品

### メジャー
|                     | リリース日          | タイトル            | 最高週間順位        | 販売形態            | レコードNo:             | 備考                |                     |
| rhythm zoneレーベル | rhythm zoneレーベル | rhythm zoneレーベル | rhythm zoneレーベル | rhythm zoneレーベル | rhythm zoneレーベル     | rhythm zoneレーベル | rhythm zoneレーベル |
| ------------------- | ------------------- | ------------------- | ------------------- | ------------------- | ----------------------- | ------------------- | ------------------- |
| 1                   | 2007年7月25日       | JOY                 | 159位               | CD+DVD CD           | RZCD-45580 RZCD-45581   | CD+DVD CD           |                     |
| -                   | 2007年11月3日       | 1 to 3              | -位                 | CD                  | RRCD-85359              | 1,000枚完全限定生産 |                     |
| avex traxレーベル   |                     |                     |                     |                     |                         |                     |                     |
| 2                   | 2009年2月4日        | 君となら絶好調      | 200位               | CD+DVD CD           | AVCD-31543/B AVCD-31544 | CD+DVD CD           |                     |

### インディーズ
|                     | リリース日          | タイトル             | 最高週間順位        | 販売形態            | レコードNo:         | 備考                                                                                         |                     |
| GiRLS POWERレーベル | GiRLS POWERレーベル | GiRLS POWERレーベル  | GiRLS POWERレーベル | GiRLS POWERレーベル | GiRLS POWERレーベル | GiRLS POWERレーベル                                                                          | GiRLS POWERレーベル |
| ------------------- | ------------------- | -------------------- | ------------------- | ------------------- | ------------------- | -------------------------------------------------------------------------------------------- | ------------------- |
| 1                   | 2013年10月30日      | 崖っぷちのシンデレラ | 44位                | CD                  | GRSP-1              | 本人作詞作曲の「汚い愛であふれてるの」と 両A面。デイリーランキングでは自身最高位 となる5位。 |                     |

### 参加作品
|   | リリース日                             | タイトル                               | 最高週間順位                           | 販売形態                               | レーベル                               | レコードNo:                            | 備考                                   |
| 1 | ミツコとせあら（with 響のもう1人）名義 | ミツコとせあら（with 響のもう1人）名義 | ミツコとせあら（with 響のもう1人）名義 | ミツコとせあら（with 響のもう1人）名義 | ミツコとせあら（with 響のもう1人）名義 | ミツコとせあら（with 響のもう1人）名義 | ミツコとせあら（with 響のもう1人）名義 |
| - | -------------------------------------- | -------------------------------------- | -------------------------------------- | -------------------------------------- | -------------------------------------- | -------------------------------------- | -------------------------------------- |
| 1 | 2009年11月4日                          | アゲきゅんLOVE                         | -                                      | CD+DVD CD                              | avex trax                              | AVCD-31752/B AVCD-31753                |                                        |
| 1 | コンピレーションアルバム               | コンピレーションアルバム               | コンピレーションアルバム               | コンピレーションアルバム               | コンピレーションアルバム               | コンピレーションアルバム               | コンピレーションアルバム               |
| 1 | 2014年9月7日                           | J-POP de EDM 神話                      | -                                      | CD                                     | KING RECORDS                           | KICS-3101                              | BE TOGETHER、ズルい女をカバー          |

#### SDN48シングルCD選抜曲
- アバズレ - アンダーガールズB名義
- カシャーサで自白する - アンダーガールズB名義
- クリクリ - アンダーガールズA名義

## タイアップ
| 楽曲           | タイアップ | 収録作品                      |
| -------------- | --- | ----------------------------- |
| JOY            | 『女子アナ一直線!』イメージソング | 1stシングル「JOY」            |
| 君となら絶好調 | ニンテンドーDS用ゲームソフト『Destiny Links』テーマソング フジテレビ『志村屋です。』エンディングテーマ フジテレビ『なべあちっ!』エンディングテーマ | 2ndシングル「君となら絶好調」 |

## 出演

### ライブ
- ASIA IDOL PARADE 2012（2012年9月30日、clubasia） - 総勢95組出演、clubasia、Glad、LOUNGE NEO、VUENOSの四店舗同時開催ライブ。
- ASTRO HALL presents NEW CULTS（2012年10月5日、原宿アストロホール） - 3マンライブ。
- 【穐田和恵“初”ワンマンLIVE、本気の2days!!】芸術の秋、食欲の秋、スポーツの秋、でもやっぱり一番は…かずちぃの穐って、ほんまぁ〜?!（2012年11月16、17日、表参道GROUND） - 16日ゲスト、17日も急遽登壇。
- “新生せあらーずエンジェルとおいろけ先輩”ワンマンライブ第1弾!【初始動】〜革命の夜明け〜（2012年12月5日、渋谷WWW）
- “新生せあらーずエンジェルとおいろけ先輩”ワンマンライブ第2弾!〜2012 年忘れ ダメンズ大決算〜（2012年12月30日、原宿アストロホール）
- -光上せあら対バン企画‐『ひかるうえ万博vol.1』〜愛、ぎゅっと絞りだした〜（2013年2月11日、大塚Hearts＋）
- AKIBA GIRLS FESTA 2013 -Spring!!-（2013年4月13日、TwinBox AKIHABARA）
- KAWAii!! MATSURi ENNICHi STAGE（2013年4月21日、東京体育館）  - 光上せあら（せあらーずエンジェル）として出演。
- せあらーず、春のせあぶら祭り（2013年4月26日、初台The Doors）
- 〜河内麻沙美26th anniversary special LIVE〜（2013年5月2日、表参道GROUND） - ゲスト出演。
- Future IDOL（2013年5月5日、Future SEVEN）
- 渋谷DESEOアイドルまつりvol4〜売切必死!? 聖地公演〜編（2013年5月19日、TwinBox AKIHABARA）
- 第1回 ばんどる♪祭 アイドル♥フェス IN 赤坂BLITZ（2013年5月24日、赤坂BLITZ）
- 淳の休日 大人の文化祭（2013年8月10日、Shibuya O-EAST）

### テレビドラマ
- 女子アナ一直線! 第9話ゲスト（2007年8月27日、テレビ東京） - 光上せあら本人 役。

### その他のテレビ番組
- Channel-a（2008年9月25日 - 10月1日、11月20日 - 11月26日、テレビ神奈川ほか） - 「創作小料理屋まきの」のコーナー[31]。
- めざましテレビ（2010年7月2日、2013年3月28日、フジテレビ）
- 全種類。（2010年8月17日、8月31日、9月24日、TBS）
- ものまねグランプリ（2010年9月21日、2013年3月19日、2014年4月22日、日本テレビ）
- どきどき! ドリームタコライス（2010年12月5日、BSジャパン） - ジャンボタコライス作りのギネス世界記録に挑戦し、達成。
- いきなり!黄金伝説。（2012年4月12日、8月16日、9月6日、2月7日、2013年3月7日、2014年1月6日、テレビ朝日）
- テリー伊藤のTOKYOひとり暮らし娘（2012年6月22日、ひかりTVチャンネル1）
- サンデージャポン（2013年7月21日 - 不定期出演、TBS）
- 有吉反省会（2014年2月24日、3月2日、日本テレビ）

### 映画
- 10億円稼ぐ（2010年11月20日、エイベックス・エンタテインメント、監督・脚本・主演：テリー伊藤）

### 舞台
- 怪傑パンダース第4回本公演「ビューティフルドリーマー」（2012年7月25日 - 29日、中野ザ・ポケット） - 神山成美 役 (A)、木村由紀 役 (B) の2役。
- 怪傑パンダース×ACTOR'S TRASH ASSH コラボ公演 PandASSH!!! vol.1「おるんと高麗犬」アフタートークイベントゲスト（2012年8月29日、笹塚ファクトリー）
- A☆ct Stage Vol.2「桃太郎外伝〜黄金の夜明け〜」（2012年10月21日、築地ブディストホール） - 日替わりゲスト：アナスタシア役。
- 怪傑パンダースEXTRA STAGE Vol.2 「努力しないで出世する方法 〜KAIPAN EDITION」アフタートークイベントゲスト（2012年12月14日、ウッディシアター中目黒）

### ラジオ
- まだまだゴチャ・まぜっ!〜集まれヤンヤン〜（2010年10月9日 - 2011年4月9日、MBSラジオ） - ヤンヤンガールズとして出演。
- 人生を豊かに! ニッポンをもっと楽しもう計画 テリー伊藤の『映画を観よう!』（2010年11月7日、ニッポン放送）[注 1]
- テリー伊藤 サンデーのってけラジオ（2010年11月14日、）
- DJ Tomoaki's Radio Show!（2012年5月17日[注 2]、12月27日[注 3]、下北FM、SHOT BAR VERTEXより公開生放送）

### ネット配信
- avex公式生放送 第0回 大忘年会（2009年12月28日、ニコニコ生放送） - MC。

avex公式生放送 第1回 - 第6回（2010年1月28日 - 5月27日、ニコニコ生放送）- MC。
- オートックワン：Private Collection Super Idol vol.1 - 2（2012年3月23日、3月30日）[32][33]
- 古坂大魔王のカツアゲ（2012年4月26日、11月6日、アメーバスタジオ生放送）
- イジリー岡田と谷澤恵里香のコイバナ☆女子会!（2012年5月18日、8月23日、11月22日、アメーバスタジオ生放送）
- 月曜日は骨の髄までキッスミー（2012年11月12日、@TVより公開生放送） - 月曜日はみんなにU kissのMC木本夕貴不在の為、番組を新生せあらーずエンジェルとおいろけ先輩でジャック。
- 抜け駆け!! 女塾（2013年2月16日・3月23日・4月28日・5月26日、北参道放送局）
- インスタントジョンソンのかわいこちゃ〜ん（2013年4月6日、5月4日、アメーバスタジオ生放送）
- トクモリ（2013年4月1日〜毎週月曜、NOTTV2） - レギュラー。
- ゲームアーカイバー（2013年10月3日〜毎週木曜、NOTTV）- レギュラーMC。
- 椎名ぴかりんのヤッてみるニュース（2017年、♯17、♯18、AbemaTV）

### その他イベント
- 10億円稼ぐ初日舞台挨拶（2010年11月20日、渋谷シネクイント）
- ちぃむ平和主義〜せあら姫vsさえみ姫〜『推しメン? そんなの関係ないですけど? チーム争奪☆姫の為にナンバーワンを!! サバイバルバスツアー』（2012年7月1日、マザー牧場）[34]
- 尻無浜冴美23th birthday ＆ 光上せあらデビュー5th記念イベント【さえみ＋せあら＝・・・】（2012年8月18日、新宿 SCUBE）
- -新生せあらーずエンジェルとおいろけ先輩- 欲求不満王国、お色気モンスター王国緊急合併記者会見（2012年10月27日、TwinBox AKIHABARA）
- -第65回自主法政祭-せあら先生、ゆみ先生の『学生さん、、色々授業しましょうよ…』（2012年11月3日、法政大学市ヶ谷キャンパス）
- 『嬢熱旅行 アイドル 汗と涙の友情駅伝 in グアム』DVD発売記念イベント（2012年11月24日、30日、12月7日、新星堂:サンシャインシティ アルパ店、12月16日、2013年5月19日、ラオックスアソビットシティ）
- 光上せあら生誕イベント『おじゃまします、あらさー。25th バースデー!』（2013年2月3日、池袋RED ZONE）
- 日本一可愛い大食いでモノマネもできるアイドル光上せあらによる『今、一番チケットが取りづらいディナーショー』のれんせあら（2013年3月24日、4月16日、秋葉原HERMATE）
- ムーンスター140周年ハッピーバースデースペシャルイベント（2013年7月20日、品川グランドホール） - MC。

## 書籍

### 写真集
- 嬢熱旅行〜オフショット写真集〜（2013年5月5日） - デジタル写真集。

### 雑誌雑誌
- VANITY mix vol.4（フリーペーパー、2012年6月1日）
- De☆View（2012年12月2日、オリコン・エンタテインメント）
- fAUG.（2012年12月20日、講談社）